# Дъх
„Дъх“ (на английски: Breath-Nafas) е ирански игрален филм от 2016 г. на режисьора Наргис Абяр.
Действието на филма се развива в предградието Валадабад на иранския град Карадж през 1970-те години. Премиерата на филма е през октомври 2016 г. в Иран. В България за първи път е прожектиран на 14 януари 2017 г. в Дом на киното по време на кинофестивала за кино от Близкия Изток и Северна Африка „Менар“.